# Josef Versl

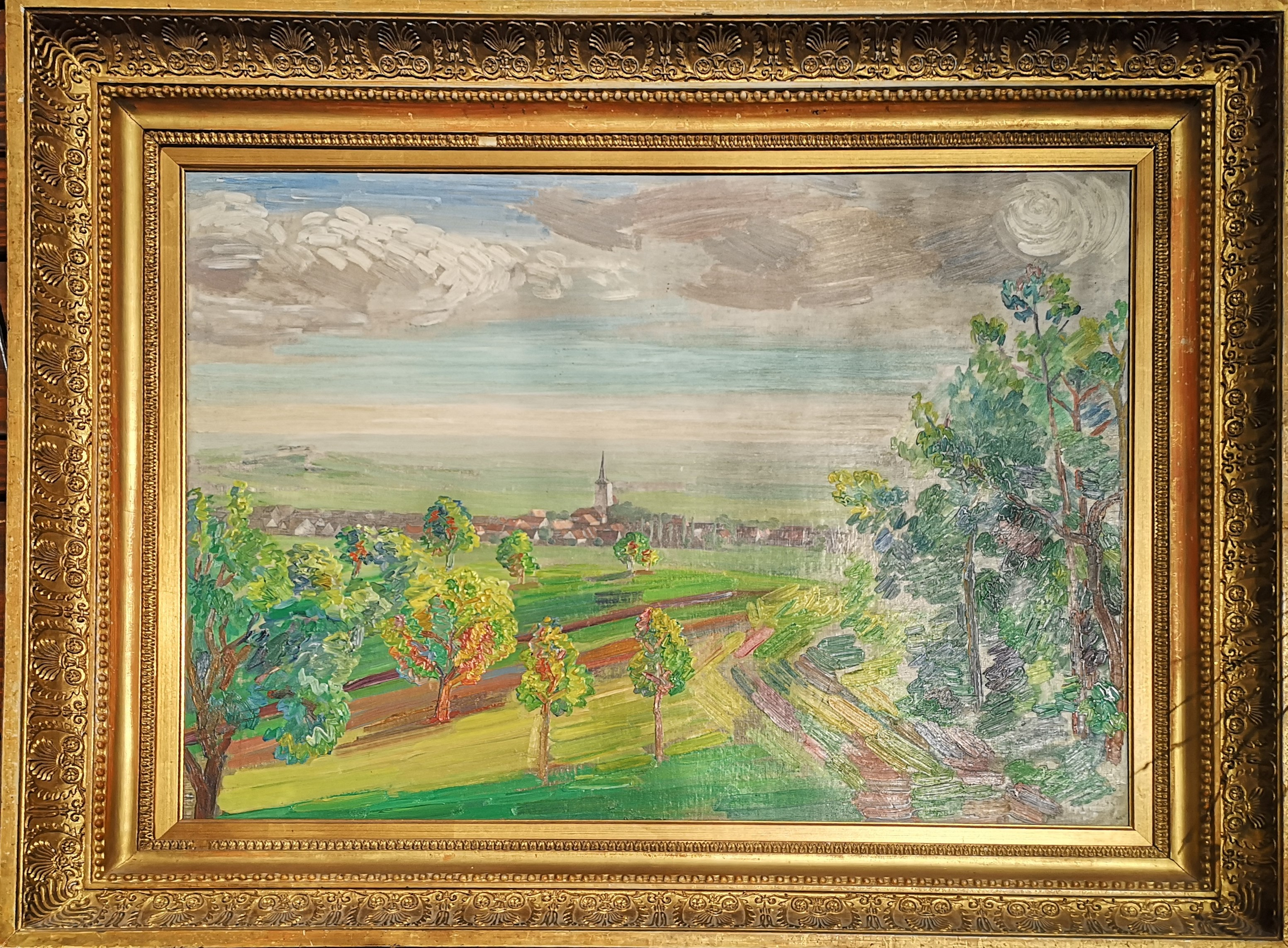
Gossmannsdorf im Hassgau, Öl auf Leinwand ca. 1954

Josef Versl (* 27. Februar 1901 in Landshut; † 28. August 1993 in Würzburg) war ein deutscher Graphiker und Landschaftsmaler.

## Leben und Wirken
Josef Versl wurde als Sohn des Glockengießers Ferdinand Versl und dessen Frau Katharina in Landshut geboren. Im Alter von neun Jahren kam er nach Würzburg und erhielt schon als Kind ersten Kunstunterricht in der Zeichenschule des Polytechnischen Zentralvereins. Zu Josef Versls ersten künstlerischen Versuchen gehörte das Kopieren von Gemälden im Württembergischen Landesmuseum. 1920 bis 1922 folgten maltechnische Übungen bei Max Doerner in München. Die dortige Staatsgemäldesammlung war sein großes Studienfeld. Anschließend besuchte er die Kunstgewerbeschule Hamburg (Wandmalerei) sowie die Kunstakademie in Berlin, an welcher er seine maltechnische Ausbildung vollendete.
Nach der Begegnung mit der niederländischen Malerei und der europäischen Sakralkunst war er 1928/1929 Stipendiat der Villa Massimo in Rom. Zur Landschaftsmalerei, die ab 1930 zu seinem eigentlichen Arbeitsfeld wurde, kam er während eines Aufenthalts in Gossmannsdorf (Hassberge). In dieser Zeit besaß er sein eigenes Atelier in Würzburg. Nach seinem Militärdienst 1940–1944 kehrte er nach Gossmannsdorf zurück, wo er sich nun auch der Graphik zuwandte. 1947–1962 nahm er einen Lehrauftrag für Zeichnen an der Julius-Maximilians-Universität Würzburg wahr.

## Werke

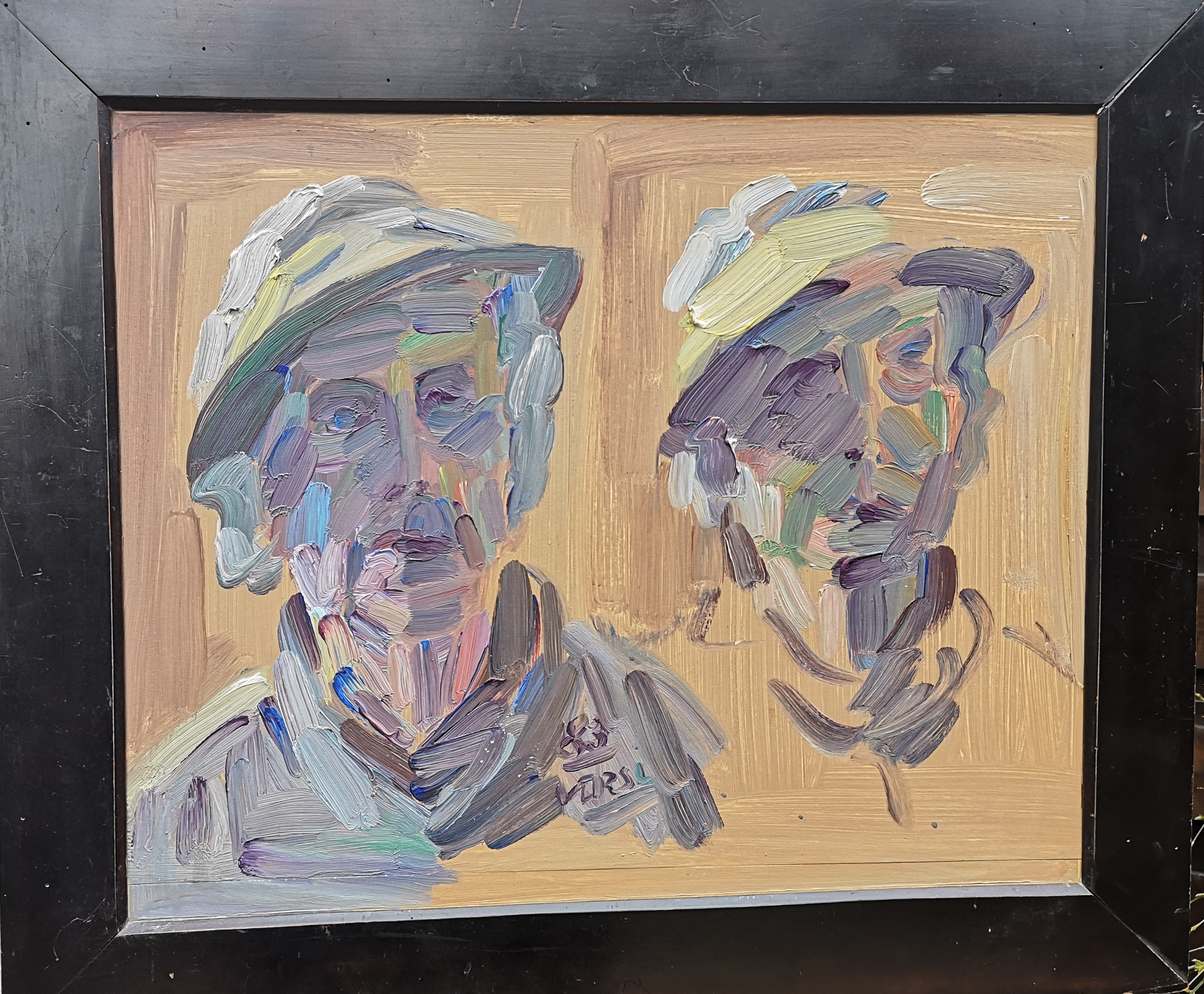
Josef Versl: Selbstbildnis, 1983

Versls Werke und Ausstellungen, die meist in Würzburg zu sehen waren, fanden in der Lokalpresse Beachtung. Der sich hauptsächlich der fränkischen Mainlandschaft widmende Maler bezeichnete sich selbst einmal als „Landschafter“; zu seinen Werken gehören auch Porträts von Familienangehörigen und Freunden sowie Stillleben.

## Ausstellungen
Versl war 1937 mit zwei Aquarellen auf der Großen Deutschen Kunstausstellung in München vertreten.
1956 zeigte er eine erste Ausstellung in seinem Atelier und in der Würzburger Residenz. 1961, aus Anlass seines 60. Geburtstages, wurde in Sommerhausen eine Graphikausstellung präsentiert. Retrospektiv-Ausstellungen wurden 1961, 1971, 1981 (Werke aus sieben Jahrzehnten mit Landschaften und Blumenbildern) und 1986 in der Städtischen Galerie Würzburg, 1972 in Gossmannsdorf im Hassgau, 1974 in der städtischen Galerie in Schweinfurt, 1979 im Falkenhaus Würzburg, 1982 im Kunstmuseum Katharinenhof in Kranenburg (NL), 1991 in den Greisinghäusern Würzburg und im Spitäle Würzburg gezeigt. Posthum fanden weitere Ausstellungen 1997 im Spitäle Würzburg (Bilder aus den Jahren 1923 bis 1993), 2001 im Rahmen des Tages des offenen Ateliers im Wohnhaus des Künstlers, 2011 in Hofheim-Gossmansdorf, 2012 in der BBK-Galerie im Kulturspeicher Würzburg und 2019 im St. Paul-Gemeindehaus in Würzburg-Heidingsfeld statt.

## Ehrungen und Auszeichnungen
- 1971: Kulturpreis der Stadt Würzburg
- Ehrenbürger der Gemeinde Goßmannsdorf in den Haßbergen

## Publikationen
- Josef Versl: Zeichnungen, Pastelle, Lithographien. Uwe Teutsch, Gerolzhofen 1966/1967.
- Künstler und Kunstwerke aus Mainfranken. Band 5. Josef Versl. Stürz, Würzburg 1969.
- Josef Versl: Würzburger Skizzenbuch. Druckerei Franz Teutsch, Gerolzhofen 1973.
- Eberhard Düninger, Josef Dünninger, Josef Versl: Erlebtes Bayern. Landschaften und Begegnungen. Rosenheimer Verlagshaus, Rosenheim 1978, ISBN 3-47552238-1.
- Horst Krüger, Gunter Ullrich, Josef Versl: Wo Bayern beginnt. Ein Loblied auf Mainfranken. Echter Verlag  Würzburg 1977, ISBN 3-429-00531-0.